# 蕭排押
蕭排押（しょう はいおう、? - 1023年）は、遼（契丹）の政治家・軍人。字は韓隠。

## 経歴
蕭阿古只の玄孫にあたる。統和初年、左皮室詳穏となり、阻卜を討って功績を挙げた。統和4年（986年）、北宋の曹彬・米信らの軍を望都で撃破した。まもなく永興宮の乣・舎利・拽剌・二皮室などの軍を率いて、枢密使の耶律斜軫とともに宋軍に奪われた山西の城邑を奪回した。この年の冬、北宋を攻撃する先鋒をつとめ、満城を陥落させ、南京統軍使に転じた。景宗の娘の衛国公主耶律長寿女を妻とし、駙馬都尉に任じられ、同中書門下平章事の位を加えられた。
統和13年（995年）、北院宣徽使・南院宣徽使を歴任した。聖宗にときの政治の利害から賦役の法にいたる意見を上書し、聖宗に聞き入れられた。統和15年（997年）、中書令の位を加えられ、東京留守に転じた。統和22年（1004年）、再び北宋を攻撃し、渤海軍を率いて、徳清軍を落とした。北宋の魏府の官吏である田逢吉・郭守栄・常顕・劉綽らを捕らえた。蕭撻凜が戦没すると、南面の行政を専任とした。北宋とのあいだに和議（澶淵の盟）が成立すると、北府宰相となった。排押の統治は穏健で寛容であり、当時の人の多数に支持された。
統和28年（1010年）、聖宗の高麗征伐に伴い、排押は都統となり、兵を率いて北道から進攻して、開京の西嶺で高麗軍を撃破した。高麗王王詢は開京を放棄して羅州に逃亡した。排押は開京に入城して、大規模な略奪をおこなった。帰国すると、蘭陵郡王に封じられた。開泰2年（1013年）、宰相のまま西南面招討使となった。開泰5年（1016年）、東平王に進んだ。
開泰7年（1018年）、再び都統として高麗に遠征して開京まで到達したが、帰還の途中に茶河・陀河を渡ろうとして、高麗軍の強襲に遭った。排押は武器防具を棄てて敗走した。開泰8年（1019年）、帰国すると敗戦の罪を問われて免官された。
太平3年（1023年）、豳王に封じられて再起したが、まもなく死去した。
弟に蕭恒徳があった。

## 伝記資料
- 『遼史』巻88 列伝第18